# Acrophragmis
Acrophragmis är ett släkte av svampar som ingår i divisionen sporsäcksvampar och riket svampar.